# 808 v.Chr.
Het jaar 808 v.Chr. is een jaartal volgens de christelijke jaartelling.

## Gebeurtenissen

### Griekenland
- Caranus van Macedonië (r. 808 - 778 v.Chr.) wordt de eerste koning van Macedonië. Hij vestigt zijn residentie in Aigai.

### Assyrische Rijk
- Koningin Semiramis plundert Tell Halaf (huidige Syrië). De streek wordt ingelijfd als provincie bij het Assyrische Rijk.
- Semiramis wordt regentes van Adad-Nirari III. Hij volgt zijn vader Shamshi-Adad V op als heerser van het Assyrische Rijk. (waarschijnlijke datum)

## Overleden
- Shamshi-Adad V, koning van het Assyrische Rijk (waarschijnlijke datum)